# Aloe dewinteri
Aloe dewinteri es una especie de planta suculenta  perteneciente a la familia del aloe. Es endémica de Namibia. Siendo su hábitat natural los matorrales secos de regiones tropicales y subtropicales y en zonas rocosas.

## Descripción
Aloe dewinteri crece individualmente y sin tallo o de tallo corto. Las hojas son lanceoladas en número de 14 a 22 van disminuyendo y  forman rosetas. La lámina es de color gris-verde, ligeramente harinosa y mide hasta 50 cm de largo y 15 cm de ancho. La superficie de la hoja es lisa  con dientes marrones en el margen,  de 1 a 2 mm de largo y a una distancia de 10 a 20 milímetros. La inflorescencia es simple y consiste de dos a tres ramas  de hasta 85 cm de largo.  Las brácteas son oblongas a obovadas con la punta roma. Las flores de color coral-rosa  florecen también en blanco a amarillo pálido.  Las flores son de 30 a 33 milímetros de largo y reducidas en su base.

## Taxonomía
Aloe dewinteri fue descrita por Giess ex H.Borman & Hardy y publicado en Aloes S. Afr. Veld: 287, en el año (1971).
Etimología
Ver: Aloe
dewinteri: epíteto otorgado en honor del botánico Bernard de Winter (* 1924) del Botanical Research Institute en Pretoria.